# Colossendeis geoffroyi
Colossendeis geoffroyi is een zeespin uit de familie Colossendeidae. De soort behoort tot het geslacht Colossendeis. Colossendeis geoffroyi werd in 1944 voor het eerst wetenschappelijk beschreven door Mane-Garzon. 